# Calvin and Hobbes
Calvin and Hobbes (Calvin & Hobbes em Portugal, Calvin e Haroldo no Brasil) é uma série de tiras criada, escrita e ilustrada pelo autor norte-americano Bill Watterson e publicada em mais de 2000 jornais do mundo inteiro entre 18 de novembro de 1985 e 31 de dezembro de 1995, tendo ganho em 1986 e 1988 o Reuben Award, da Associação Nacional de Cartoonistas dos Estados Unidos.
Calvin é um garoto de seis anos de idade cheio de personalidade, que tem como companheiro Hobbes (Haroldo, em português), um tigre sábio e sardónico, que para ele está tão vivo como um amigo verdadeiro, mas para os outros não é mais que um tigre de peluche/pelúcia. De acordo com algumas visões, as fantasias mirabolantes de Calvin constituem frequentemente uma fuga à cruel realidade do mundo moderno para a personagem e uma oportunidade de explorar a natureza humana para Bill Watterson.
Ao fim de dez anos de publicação, os fãs consideram Calvin & Hobbes uma obra prima pela sua visão única do mundo, pela imaginação do protagonista e pelas situações insólitas que se estabelecem.
Watterson abandonou a criação que o tornou famoso em 1995, embora as tiras continuem em publicação em vários jornais, incluindo o português Correio da Manhã e o brasileiro O Estado de S. Paulo, primeiros jornais em seus respectivos países a publicar a tira.
A última tira inédita foi publicada a 31 de dezembro de 1995.

## A inspiração dos nomes de Calvin e Hobbes
O nome de Calvin foi inspirado no reformador religioso do século XVI, João Calvino, um dos pais do cristianismo protestante, que discorreu, entre outros, acerca da depravação total do homem, ou seja, que o homem está naturalmente inclinado para promover o mal a seu próximo.
Hobbes recebeu o nome de Thomas Hobbes, o filósofo inglês do século XVII que tinha aquilo que Watterson chamou de "uma visão obscura da natureza humana", sendo o autor da famosa máxima "O homem é o lobo do homem" — ou seja, cada homem é o predador de seu próximo. De acordo com Watterson, a fonte dos dois nomes é entendida como uma piada para as pessoas que estudam ciência política e filosofia, e que poucas outras pessoas a iriam perceber.
A tradução de Hobbes para Haroldo no Brasil [carece de fontes?] uma vez que o nome é uma homenagem e não apenas um nome qualquer.

## História
Calvin e Haroldo foram inicialmente concebidos quando Watterson trabalhava com publicidade, que ele detestava. Ele começou a devotar seu tempo ao cartunismo, seu verdadeiro amor. Explorou várias ideias de tiras, mas todas foram rejeitadas pelos syndicates aos quais ele havia enviado. Watterson, entretanto, recebeu uma resposta positiva a uma tira que retratava um personagem característico (o irmão mais novo do personagem principal) que tinha um tigre de pelúcia. Dito que estes personagens eram os mais promissores, Watterson começou uma nova tira centrada neles. O United Features Syndicate, que lhe havia dado este conselho, rejeitou a tira nova, e Watterson sofreu mais algumas rejeições antes de o United Features Syndicate aceitar.
A primeira tira foi publicada em 18 de novembro de 1985, e a série transformou-se rapidamente um fenómeno editorial. Em 1 de abril de 1987, somente dezesseis meses depois de a tira ter início, Watterson e seu trabalho foram apresentados num artigo, pelo jornal Los Angeles Times. Com Calvin & Hobbes, Watterson ganhou duas vezes o Reuben Award, da National Cartoonists Society, na categoria "Excelência em Cartunismo do Ano",  primeiro em 1986 e outra em 1988, sendo candidato mais uma vez em 1992. A Sociedade concedeu-lhe o prêmio o Tiras Humor em 1988.
Watterson realizou duas tentativas de postergar a parada de escrever novas tiras, de maio de 1991 a fevereiro de 1992 e de abril a dezembro de 1994. Em 1995 Watterson enviou uma carta, através do Universal Press Syndicate, a todos os editores cujos jornais publicavam a sua tira:
| “ | Vou interromper Calvin e Hobbes no fim do ano. Esta não é uma decisão recente, nem foi uma decisão fácil, e eu saio com certa tristeza. Mas meus interesses mudaram, e eu acredito que fiz o que podia fazer dentro das limitações de prazo diárias e do pequeno espaço. Eu estou ansioso para trabalhar em um ritmo mais reflexivo e com menos compromissos artísticos. Ainda não me decidi sobre futuros projetos, mas meu relacionamento com a Universal Press Syndicate vai continuar. Que tantos jornais tenham publicado Calvin e Hobbes é uma honra de que eu terei orgulho por muito tempo, e apreciei imensamente o apoio e a indulgência de vocês durante a última década. Desenhar essa história em quadrinhos tem sido um privilégio e um prazer, e eu sou grato a vocês por me terem dado essa oportunidade. | ” |

A 3 160ª e última tira foi impressa no domingo, 31 de dezembro de 1995. Na última tira, Calvin e Hobbes estão fora de casa, na neve, o que o deixa maravilhado e empolgado com a cena de inverno. O último painel mostra Calvin e Hobbes a zumbirem em cima de seu trenó, enquanto Calvin exclamara: "Vamos explorar!".

### Merchandising
Ainda que obtenha recursos monetários de seus desenhos, Bill Watterson professa um sentimento anticapitalista e antimerchandising e proibiu expressamente sua editora de vender os direitos para lançar no mercado artigos baseados na BD/HQ. Por este motivo, Watterson passou vários anos em guerra aberta com a Universal Press, e existem mesmo algumas tiras que fazem referência a esse conflito de forma muito pouco dissimulada.
No final, Watterson não permitiu o lançamento de qualquer merchandising, exceto alguns artigos únicos de edição limitada, como postais e pôsteres originais que se tornaram item de colecionador. Apesar dessa proibição, hoje em dia não é nada difícil encontrar camisetas estampadas, porta-chaves ou autocolantes para carros pirateados, com imagens de Calvin a dizer e a fazer coisas que nunca disse nem fez nos quadrinhos.
| “ | Na verdade, no começo da série, eu não era contra o merchandising, mas cada produto que pensei em criar parecia violar o espírito da tirinha, contradizendo a sua mensagem, e me afastando do trabalho que eu amava. | ” |

A proibição imposta por Bill Watterson ao merchandising da série significa também que nunca será criada uma série de desenhos animados, como aconteceu com Garfield e Snoopy.

### O autor
Desde que se aposentou, Watterson tem se dedicado à pintura, geralmente desenhando paisagens de florestas com seu pai. Ele tem se mantido longe das vistas do público e não deu nenhuma indicação de que pode vir a dar continuidade à tira, criar novos trabalhos baseados nos personagens ou mesmo dar início a novos projetos. Ele recusa-se a dar autógrafos ou a licenciar seus personagens, mantendo-se fiel aos princípios que sempre pregou. Ele costumava autografar sorrateiramente cópias de seus trabalhos na Fireside Bookshop, uma livraria familiar em Chagrin Falls, de onde se mudou em 2005 com sua esposa Melissa para Cleveland, mas, ao descobrir que algumas pessoas estavam vendendo os livros autografados por altos preços em leilões on-line, ele parou de fazê-lo. Por questões de privacidade, ele raramente dá entrevistas ou faz aparições públicas.

### Influências
Calvin & Hobbes tem como influências: Walt Kelly, com sua tira Pogo; George Herriman, com seu Krazy Kat; e Charles M. Schulz, com Peanuts. Schulz e Kelly influenciaram Watterson na tira durante seus anos de formação.

### Estilos
Notam-se nas tiras as várias e, na maioria das vezes, exageradas expressões de seus personagens (principalmente as de Calvin), fundos elaborados e bizarros para os voos da imaginação de Calvin, expressões de movimento e frequentes piadas visuais e metáforas.

### Assuntos
Bill Watterson, por meio da tira, faz críticas à época. Em muitas histórias, Calvin debocha sobre a vida, o amor, os estudos e a política, assuntos sobre os quais crianças da idade dele nunca deveriam falar. Outro assunto muito comentado é o aprendizado. Devem ser levados em consideração os aspectos do ambiente escolar, como a quantidade de alunos na sala de aula, os métodos de ensino que o professor utiliza e a relação do professor com o aluno.

## Personagens principais
Os principais personagens são:
- Calvin: um menino de seis anos que vive diversas aventuras e não perde uma chance de se aventurar com sua própria imaginação;
- Hobbes (Haroldo no Brasil): o tigre de pelúcia e maior parceiro e melhor amigo de Calvin;
- Mãe e pai de Calvin (que nunca recebem um nome na série);
- Susie Derkins: vizinha e colega da escola de Calvin, aparentemente destinada a ter uma eterna relação de amor-ódio com ele;
- Miss Wormwood: a professora de Calvin, que costuma gritar com ele para ele prestar mais atenção na aula;
- Rosalyn:  chamada por Calvin como a "terrível" babá, que é a única da cidade disposta a fazer o serviço de cuidar dele;
- O valentão Moe: garoto que faz bullying com Calvin.

Além desses personagens, há outros criados pela imaginação de Calvin, como: extra-terrestres, super-heróis, dinossauros entre outros, que muitas vezes terminam por ser substituídos pela sua professora aos berros para que ele preste atenção nas aulas.

## Livros
- 1987 - Calvin and Hobbes (pt: Calvin & Hobbes; br: Calvin & Haroldo Cedibra e Calvin & Haroldo - E Foi Assim que Tudo Começou Conrad Editora)
- 1988 - Something Under the Bed Is Drooling (pt: Há Monstros Debaixo da Cama?; br: Algo Babando Embaixo da Cama Cedibra e Tem Alguma Coisa Babando Debaixo da Cama Conrad)
- 1989 - Yukon Ho (pt: Viva o Alasca!, br: Yukon, Hei! Cedibra e Yukon, Ho! Conrad)
- 1990 - Weirdos from Another Planet! (pt: Monstros de Outro Planeta, br: Estranhos Seres de Outro Planeta Cedibra e Criaturas Bizarras de Outro Planeta! Conrad)
- 1991 - The Revenge of the Baby-sat (pt: A Noite da Grande Vingança, br: A Vingança dos Oprimidos Cedibra, A Vingança da Babá Best News e A Hora da Vingança Conrad)
- 1991 - Scientific Progress Goes "Boink" (pt: Progresso Científico… Uma Treta!, br: O Progresso Científico Deu Tilt! Best News e Deu Tilt no Progresso Científico Conrad)
- 1992 - Attack of the Deranged Mutant Killer Monster Snow Goons (pt: O Ataque dos Demónios da Neve, br: O Ataque dos Transtornados Monstros de Neve Mutantes Assassinos Best News e O Ataque dos Perturbados Monstros da Neve Mutantes e Assassinos Conrad)
- 1993 - The Days are Just Packed (pt: Que Dias Tão Cheios!, br: Os Dias Estão Simplesmente Lotados! Best News e Os Dias Estão Todos Ocupados Conrad)
- 1994 - Homicidal Psycho Jungle Cat (pt: O Tigre Assassino Ataca de Novo; br: Felino Selvagem Psicopata Homicida Best News e Conrad)
- 1996 - There's Treasure Everywhere (pt: Há Tesouros por Toda a Parte; br: Em Toda a Parte há Tesouros)
- 1996 - It's A Magical World (pt: É um Mundo Mágico, br: O Mundo É Mágico Conrad)

Coletâneas
- 1988 - The Essential Calvin and Hobbes (pt: O Essencial de Calvin & Hobbes)
- 1989 - The Calvin and Hobbes Lazy Sunday Book (pt: Plácidos Domingos; br: Para Ler aos Domingos)
- 1990 - The Authoritative Calvin and Hobbes (pt: A Última Antologia)
- 1992 - The Indispensable Calvin and Hobbes (pt: O Indispensável de Calvin & Hobbes)
- 1995 - The Calvin and Hobbes Tenth Anniversary Book (pt: Os Dez Anos de Calvin & Hobbes; br: Os Dez Anos de Calvin & Haroldo [Best News])
- 2001 - Calvin and Hobbes: Sunday Pages 1985-1995 (pt: Páginas de Domingo)
- 2005 - The Complete Calvin and Hobbes (pt: Calvin & Hobbes: A Colecção Completa)

## Prêmios
A tira Calvin e Haroldo ganhou no Brasil o Troféu HQ Mix dez vezes, sendo 9 na categoria "melhor tira estrangeira" (1990 a 1996, 2002 e 2003) e "melhor publicação de tiras", e uma vez pela coletânea O mundo é mágico (baseada na original It's A Magical World), publicada pela Conrad Editora em 2007 (o prêmio foi concedido no ano seguinte).